# Hylarana papua
Hylarana papua är en groddjursart som först beskrevs av René-Primevère Lesson 1827.  Hylarana papua ingår i släktet Hylarana och familjen egentliga grodor. IUCN kategoriserar arten globalt som livskraftig. Inga underarter finns listade i Catalogue of Life.